# Charles du Paty de Clam
Charles du Paty de Clam, né le 16 février 1895 à Paris et mort le 8 avril 1948 à Versailles, est un homme politique et haut fonctionnaire français.
Après avoir été haut fonctionnaire au Liban et en Syrie, lors du mandat français à compter de 1921, il est commissaire général aux questions juives du gouvernement de Vichy entre février 1944 et le 31 mai 1944, en remplacement de Louis Darquier de Pellepoix.

## Biographie

### Jeunesse et études
Charles Mercier du Paty de Clam est le fils du colonel Armand du Paty de Clam, un des protagonistes de l'affaire Dreyfus, mort pour la France en 1916, et de Marie-Henriette Nau de Champlouis. 
Il suit des études de droit et obtient une licence de droit de l'université de Paris. Il fréquente l'École libre des sciences politiques, dont il est également diplômé. 

### Volontaire de guerre
Charles Mercier du Paty de Clam participe à la guerre de 14-18 en tant qu'engagé volontaire. Ses actions brillantes et sa conduite au front lui valent la croix de chevalier de la Légion d'honneur, la croix de guerre avec trois citations à l'ordre de l'armée. 
Il est également décoré de la croix de guerre des Théâtres d'opérations extérieurs (étoile de bronze) (16 août 1922), de la croix du combattant volontaire (12 mai 1937), de la croix des services militaires volontaires (3e classe) (16 février 1940) et de la médaille interalliée 1914-1918 (1920).  
Il devint fonctionnaire supérieur au ministère des Affaires étrangères, qui le mit à la disposition du Haut-Commissariat au Levant, début 1921.
Le 27 septembre 1928, il épouse Jeanne-Françoise d'Harcourt, petite-fille de Georges d'Harcourt-Olonde et de Philibert Bernard de La Guiche.

### Carrière au Levant
Pendant vingt ans, il occupe plusieurs fonctions : chef de cabinet à Alep, inspecteur des services administratifs de l'État du Grand Liban, chef de cabinet à Damas, chef de la section financière de la Délégation de Syrie, président du Tribunal arbitral de Beyrouth, chef du service de presse du Haut-Commissariat, conseiller chargé de l'administration, faisant  fonction en fait de gouverneur de la Province du Liban-Nord.
En 1940, il hésite entre Charles de Gaulle et Philippe Pétain et se range du côté de ce dernier. À l'été 1941, l'avance des troupes du général Catroux l'obligea de nouveau à choisir entre la France libre et le gouvernement de Pétain. Il retourne à Vichy. Là, il fut nommé directeur de l'Office du Levant, s'occupant principalement de la réintégration de ses anciens collaborateurs et collègues dans les services du gouvernement de Vichy.

### Commissaire général aux questions juives
En février 1944, il fut nommé à la tête du commissariat général aux questions juives en remplacement de Louis Darquier de Pellepoix. Maurrassien, il fut préféré à d'autres postulants à ce poste sans doute parce qu'il était le fils du colonel Armand du Paty de Clam, qui fut accusateur durant l'affaire Dreyfus. Selon Xavier Vallat, qui avait précédé Darquier au commissariat général aux questions juives, du Paty de Clam présentait toutes les garanties d’intégrité et portait un nom historique.
Il se montra plus modéré que Darquier, pratiquant un antisémitisme à la française, éloigné des préoccupations raciales des nazis. Il aurait accepté ce poste sur les conseils de son cousin, Antoine d'Ursel, membre de réseaux de renseignements et par la suite chef du Réseau Comète pour la Belgique « pour rendre le C.G.Q.J. aussi inoffensif que possible », ce qu'il aurait fait, en premier lieu par une grande passivité et une désorganisation des services. Le 19 novembre 1946, il déclare : « J’ai accepté le poste de commissaire d’accord avec les représentants des services de renseignements alliés et français ». Malheureusement, Antoine d'Ursel, effectivement en contact avec les alliés, meurt en traversant la frontière franco-espagnole en décembre 1943 en tentant de rallier Londres et ne pouvant plus désormais ni confirmer, ni infirmer ces propos.
Constatant toutefois l'impossibilité de satisfaire aux exigences de l'occupant sans s'engager dangereusement dans la collaboration, il décida qu'il valait mieux ne pas s'attarder dans un poste qui ne présentait de toute façon aucun avenir. Il le quitta le 31 mai 1944.
En 2007, un journaliste du Figaro, rendant compte de l'ouvrage Au bureau des affaires juives – L'administration française et l'application de la législation antisémite (1940-1944) (La Découverte, 2006), rédigé par Tal Bruttmann, écrit de lui : « Appelé à ces fonctions uniquement parce qu'il était le fils de l'accusateur de Dreyfus, il s'acquitta de sa triste tâche sans dureté, en portant un intérêt sincère à la détresse des représentants de la communauté juive. »

### Après la Libération
Après la Libération, un mandat d'arrêt à son encontre est délivré le 30 août 1945. Il est arrêté à son domicile de Versailles en novembre 1946 et écroué. Le dossier d'instruction évolua complètement en sa faveur, le juge d'instruction acceptant même qu'il eût pu jouer un rôle de " saboteur "  en accord avec la Résistance. Le 19 juin 1947, son affaire fut classée sans suite par la Commission d'instruction près la Haute Cour de justice, par une décision de non-lieu. 
Extrait de l'arrêt de non-lieu de la Haute Cour de Justice, du 19 juin 1947 :
Le Procureur Général et le Greffier étant présents ;
Le Procureur Général a donné connaissance du réquisitoire définitif établi par lui et dont les conclusions tendent à dire n'y avoir lieu à suivre contre ledit MERCIER du PATY de CLAM susqualifié des chefs d'atteintes à la sûreté extérieure de l'Etat et déclarer ledit MERCIER du PATY de CLAM relevé de l'Indignité Nationale et des conséquences y attachées conformément aux dispositions des Ordonnances des 26 Décembre 1944 et 5 Avril 1945 ;
Le Procureur Général et le Greffier s'étant retirés, la Chambre d 'Accusation est entrée aussitôt en délibération. Elle a ensuite rendu l'arrêt suivant :
Vu les pièces de la procédure ;
Vu le réquisitoire définitif de M. Le Procureur Général ;
Attendμ que de l'information il ne résulte pas charges suffisantes contre ledit MERCIER du PATY de CLAM susqualifié d'avoir commis le crime d'atteinte à la sûreté extérieur de l'Etat.
Dit n'y avoir lieu à suivre de ce chef contre l'inculpé ;
Mais considérant d'une part, qu'il est constant que ledit MERCIER du PATY de CLAM, Charles, Claude, Marie, Victor, a fait partie, comme Commissaire Général aux Questions Juives, d'un Gouvernement ayant exercé son autorité en France entre le 16 juin 1940 et l'installation sur le territoire métropolitaine du Gouvernement Provisoire de la République Française, faits qui constituent le crime d'Indignité Nationale prévus et punis par l'Ordonnance du 26 Décembre 1944 ;
d'autre part, qu'il est établi d'une façon indiscutable que, postérieurement aux agissements ci-dessus, retenus contre lui, MERCIER du PATY de CLAM, s'est réhabilité en prenant une part efficace, active et soutenue à la Résistance contre l'occupant ;
PAR CES MOTIFS :
Déclare ledit MERCIER du PATY de CLAM (Charles, Claude, Marie, Victor), susqualifié, excusé et, par suite, le relève de l'Indignité Nationale et des conséquences y attachées et ce, conformément aux dispositions de l'article 3 de l'Ordonnance du 26 Décembre 1944, de l'Ordonnance du 5 Avril 1945 ;
Charge M. Le Procureur Général de l'exécution du présent arrêt ; 
Il fut immédiatement libéré. 
 
Tombé malade durant sa détention, mal soigné, il mourut quelques mois après sa sortie de prison.

## Distinctions
- Chevalier de la Légion d'honneur (7 juillet 1927)[3]
- Croix de guerre 1914-1918, avec 3 palmes (3 citations à l'ordre de l'armée)[3]
- Croix de guerre des théâtres d'opérations extérieurs, avec 1 étoile de bronze (16 août 1922)[3]
- Croix du combattant volontaire (12 mai 1937)[3]
- Croix des services militaires volontaires (3e classe) (16 février 1940)[3]
- Médaille interalliée de la Victoire (1920)[3]
- Médaille commémorative de la guerre 1914-1918